# 큰민어
남방먹조기(학명 : Argyrosomus japonicus) 혹은 큰민어는 은색 혹은 갈녹색 어류로서 민어과(Sciaenidae)에 속한다. 2m까지 자란다. 유엔식량농업기구(FAO)에서는 Japanese meagre, 호주 동부 연안에서는 mulloway 혹은 jewfish, 호주 남부에서는 butterfish, 호주 서부에서는 kingfish 혹은 river kingfish, 남아공에서는 dusky/squaretail kob, dusky salmon, salmon 혹은 kabeljou, 일본에서는 오오니베(大鮸, オオニベ)라고 한다. jewfish라는 명칭은 일부 어부들이 큰민어의 큰 이석(耳石, otolith)을 보석(jewel)이라고 한 데서 유래하였다. 남방먹조기는 이전에 큰민어라는 속명으로 불리면서 시중에서는 민어류로 혼동되어 왔으나, 최근 해수부에서는 이러한 오해를 막고자 남방먹조기라는 이름으로 바꾸되, 큰민어라는 명칭과 병기하기로 결정했다.

## 외형
큰민어는 크고 갸름한 물고기로 2m까지 자랄 수 있다. 구리색 머리에, 등은 갈녹색을 띤 은색이며, 배는 하얗다. 측선(lateral line)을 따라 난 또렷한 흰색의 점들로 이뤄진 선이 하나 있다. 꼬리지느러미는 치어일 때에는 각이 져 있지만 성체가 되면 둥글어진다.

## 서식 및 분포
큰민어는 인도태평양 주변 호주, 아프리카, 인도, 파키스탄, 중국, 일본 등지에 서식한다. 성체는 군생하며 해안파대(surf zone) 바깥 연성기저(soft bottom)에서 발견되며, 때때로 해안으로 온다. 치어는 얕은 물에서만 살지만 강하구로 이주하기도 한다.

## 국내 유통 및 주의사항
큰민어는 민어과에 속하지만 민어와는 다른 유사 어종이다. 그러나 민어에 비하여 값이 싸 민어로 둔갑되는 경우가 있다. 2020년 9월 기준으로 민어는 1kg당 7-8만원이었으나 큰민어는 3만원이었다. 2019년 큰민어 수입량은 185톤이었던 반면 민어 국내 생산량은 47톤에 불과하였다. 일본어에서 민어와 같은 '니베(にべ)'로 분류되면서 국제통일상품분류체계(HS)에서 같은 코드를 받으면서 민어와 혼동된데다, 전량 중국 수입산인데도 주요 수산물로 분류되지 않아 원산지 표시 의무가 없다.

## 호주의 큰민어
호주에서는 큰민어가 지역마다 다른 이름으로 불리지만, 호주인 대부분은 mulloway 혹은 jewfish라고 한다. 매우 잡기 힘든 것으로 유명하다. 강하구의 회색 유령(The Grey Ghosts of the Estuaries)이라고도 불린다. 뉴사우스웨일스공무처(Department of Primary Issues for New South Wales)에서는 다음과 같이 이야기하였다.
큰민어(Mulloway)는 2004년 2005년 이후 뉴사우스웨일스 지역에서 과잉포획되어온 어종(Overfished)으로 분류되었으며, 어획량 증식을 위한 Recovery Program (RP)은 2013년 11월 1일 빌령되었다.
어획량 회복 계획은 오락 낚시와 상업 낚시에서의 포획제한(bag limit)도 바꾸었다.
2018년 후반 뉴사우스웨일스총리(NSW Minister for Primary Industries) 니얼 블레어(Niall Blair)는 언급하였다.
어부들의 노력에도 최신 과학 평가에 의하면 큰민어는 여전히 남획되고 있다고 한다. 어획량 회복늘 위해 평가지에서는 추가 조처가 취해져야 한다고 권고한다.
오락 낚시 포획제한은 70cm 이상으로까지 확대되었다.
동시에 새로운 제한은 지속가능성을 가져다 주었고, 상업어부들이 드론을 사용하여 큰민어를 포획한다는 주장이 제기된 이후에 뉴사우스웨일스 상업어업 윤리 문제가 제기되었다.

### 서식
큰민어는 강어귀 상단의 염수에서 하구, 만, 바위, 해변, 해안 암초까지 발견된다. 도심구역에서도 발견된다. 원해 정박지, 보트 계류장, 다리와 부두, 평평하게 경하진 바위와 동굴에서도 발견된다. 호주여가낚시꾼(Australian Recreational Anglers) 대부분에게 친근하다.

## 같이 보기
- 민어
- 민어과
- 점성어(홍민어)